# Nesticella occulta
Espèce
Nesticella occulta est une espèce d'araignées aranéomorphes de la famille des Nesticidae.

## Distribution
Cette espèce est endémique de l'archipel Nansei au Japon. Elle se rencontre sur Ishigaki-jima.

## Description
La femelle holotype mesure 2,48 mm.

## Systématique et taxinomie
Cette espèce a été décrite par Ballarin et Eguchi en 2023.

## Publication originale
- Ballarin & Eguchi, 2023 : « Integrative taxonomic revision of the genera Nesticella and Howaia in Japan with the description of five new species (Araneae, Nesticidae, Nesticellini). » ZooKeys, vol. 1174, p. 219-272 (texte intégral).